# 嬉野総合運動公園野球場
嬉野総合運動公園野球場（うれしのそうごうこうえんやきゅうじょう）とは、佐賀県嬉野市にある野球場。嬉野総合運動公園（みゆき公園）の敷地内にあり、公園の愛称を取って「みゆき球場」とも呼ばれる。施設は嬉野市が所有する。

## 概要
嬉野市内の少し高い台地に位置し、東には嬉野市立嬉野中学校がある。グラウンドは周囲よりも少し低い土地になっている。
収容力は15000人。中堅が125mと、東京ドームの中堅より広い構造となっている。福岡ソフトバンクホークス二軍が過去に2度、ウエスタン・リーグの公式戦をおこなっている。
2024年から九州アジアリーグ（ヤマエグループ 九州アジアリーグ）に準加盟する佐賀インドネシアドリームズ→佐賀アジアドリームズ（2025年より改称）が、本拠地の一つとして使用している。

## NPB（ファーム）公式戦開催実績
- 2005年
  - 5月15日 福岡ソフトバンクホークス 1 - 3 阪神タイガース[2]
- 2006年
  - 7月29日 福岡ソフトバンクホークス 5 - 3 阪神タイガース[3]

## 交通アクセス
- JR九州バス・公会堂前で下車後、北に徒歩
- 長崎自動車道の嬉野インターチェンジから自動車で3分